# Postzegels van Cyprus
De postzegels van Cyprus verschijnen sinds 1880, toen de Britse imperiale bezetter overdrukte Penny Reds invoerde op het eiland. Vanwege de gemeenschappelijke Britse voorgeschiedenis zijn deze postzegels nauw verwant met de postzegels van Gibraltar en de postzegels van Malta.

## Ottomaanse en Oostenrijkse postdiensten
Reeds tijdens de Venetiaanse (vanaf de 15de eeuw) en Ottomaanse bezetting (vanaf de 16de eeuw) kende Cyprus postdiensten. In de Cypriotische hoofdstad Nicosia werd door de Ottomanen een postkantoor opgericht in 1871, waar brieven met de hand werden afgestempeld. Die stempels hadden het Turkstalige opschrift KIBRIS. Sinds 1864 werden er op het eiland overigens Oostenrijkse postkantoren opgericht, als onderdeel van de Oostenrijkse postkantoren in het Ottomaanse Rijk. De Oostenrijkers hanteerden postzegels met een frankeerwaarde van 25 kreuzer.

## Britse periode

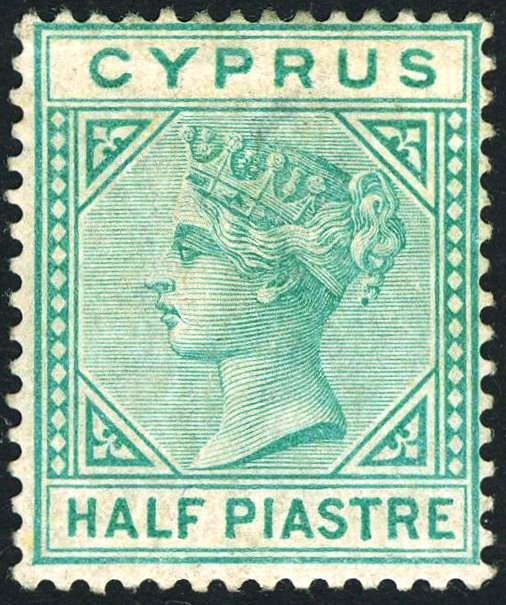
Eerste Cypriotische postzegel met het opschrift CYPRUS, 1881.

In 1878 verwierf het Verenigd Koninkrijk het eiland Cyprus, dat voortaan en dat tot 1960 Brits Cyprus zou zijn. Onder Brits bestuur verschenen in 1880 de eerste Cypriotische postzegels. Het ging om de Penny Red, een postzegel van het Verenigd Koninkrijk, met de Engelstalige overdruk CYPRUS. De eerste 'eigen' postzegel met een Cypriotisch opschrift werd een jaar later uitgebracht, op 1 juli 1881. In de Britse periode werden ongeveer 200 Cypriotische postzegels uitgegeven.
Zoals vaak bij postzegels van de Britse kolonies wordt er naast het onderwerp van de postzegel ook vaak tot steeds een portret van de koning of de koningin van het Verenigd Koninkrijk weergegeven.

## Onafhankelijk Cyprus

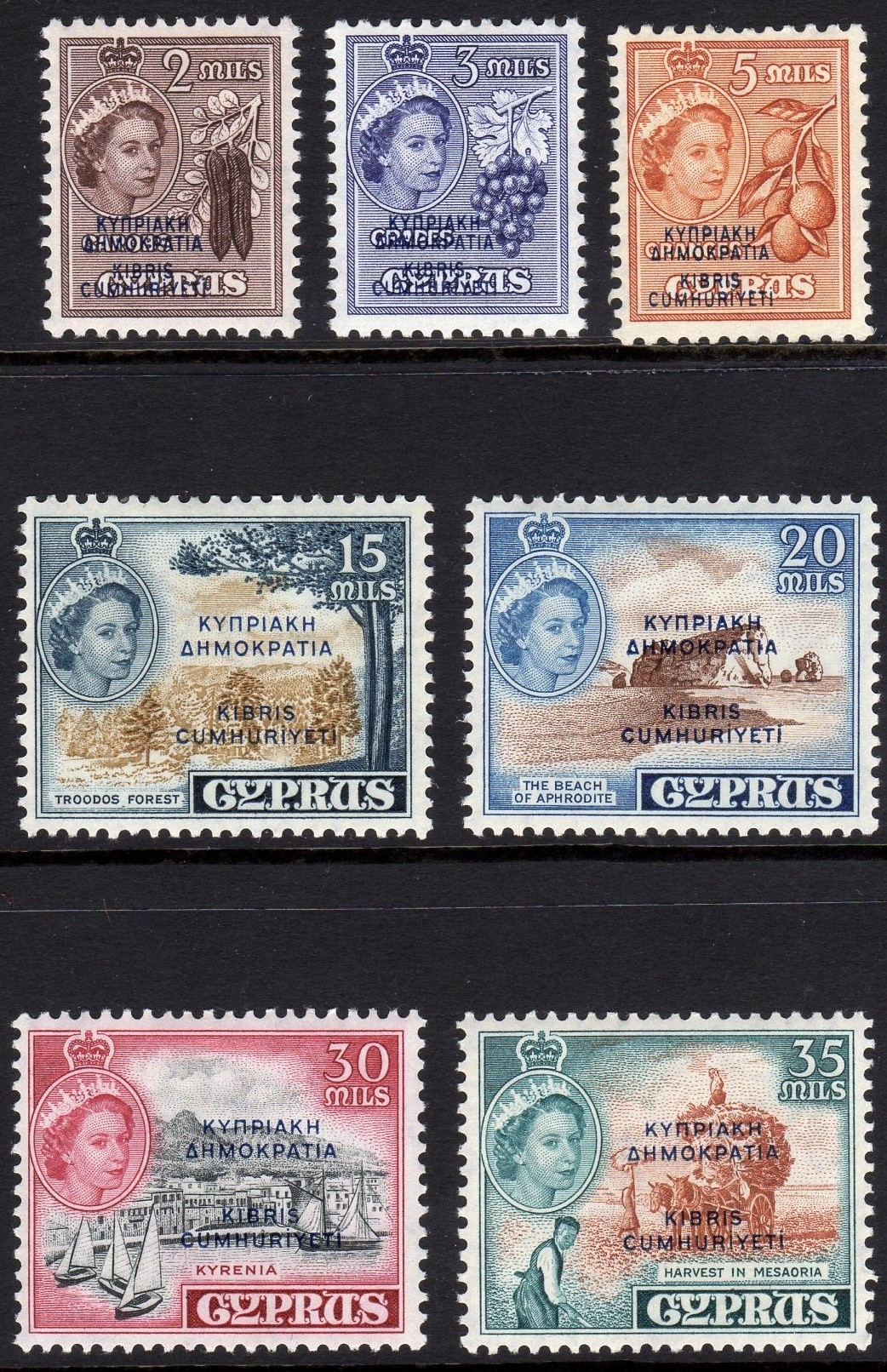
Brits-Cypriotische postzegel uit 1955 met een overdruk van de Republiek Cyprus, 1960.

In 1960 werd de Republiek Cyprus onafhankelijk, maar bleef lid van het Gemenebest. Op 23 november 1961 vervoegde Cyprus de Wereldpostunie. De Cypriotische postzegels worden vandaag de dag uitgegeven door Cyprus Postal Services. Cypriotische postzegels kennen sindsdien een drietalig Grieks, Engels en Turks opschrift: ΚΎΠΡΟΣ (Grieks), CYPRUS (Engels) en KIBRIS (Turks). Ook onder andere de Belgische postzegels, de postzegels van Andorra, de postzegels van Armenië en de postzegels van Bulgarije hebben overigens meertalige opschriften.

### Noord-Cyprus
In 1974 viel Turkije Cyprus binnen, wat leidde tot de afscheiding van Noord-Cyprus, een staat die enkel door Turkije wordt erkend en niet door de internationale gemeenschap. Hierdoor is Noord-Cyprus dan ook geen lid van de Wereldpostunie, ook al geeft de afgescheurde staat wel postzegels uit. Aangezien deze postzegels niet internationaal worden erkend, wordt de Noord-Cypriotische correspondentie met zulke zegels verstuurd vanaf het Turkse vasteland.

### Akrotiri en Dhekelia
Bij de onafhankelijkheid in 1960 behield het Verenigd Koninkrijk de Cypriotische gebieden Akrotiri en Dhekelia, waar militaire basissen zijn gevestigd. De postdienst in deze gebieden wordt heden ten dage verzorgd door de British Forces Post Office, waar ze bekend staan onder de nummers BFPO 57  (Akrotiri) en BFPO 58 (Dhekelia).

## Galerij

Postzegels uit de Britse periode
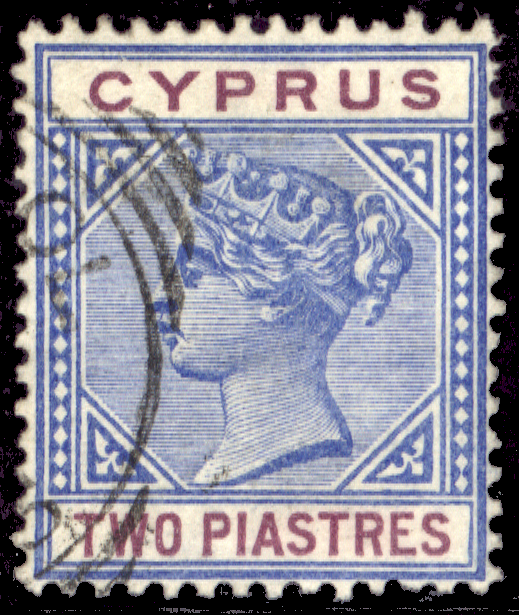
Victoria van het Verenigd Koninkrijk, 1896.
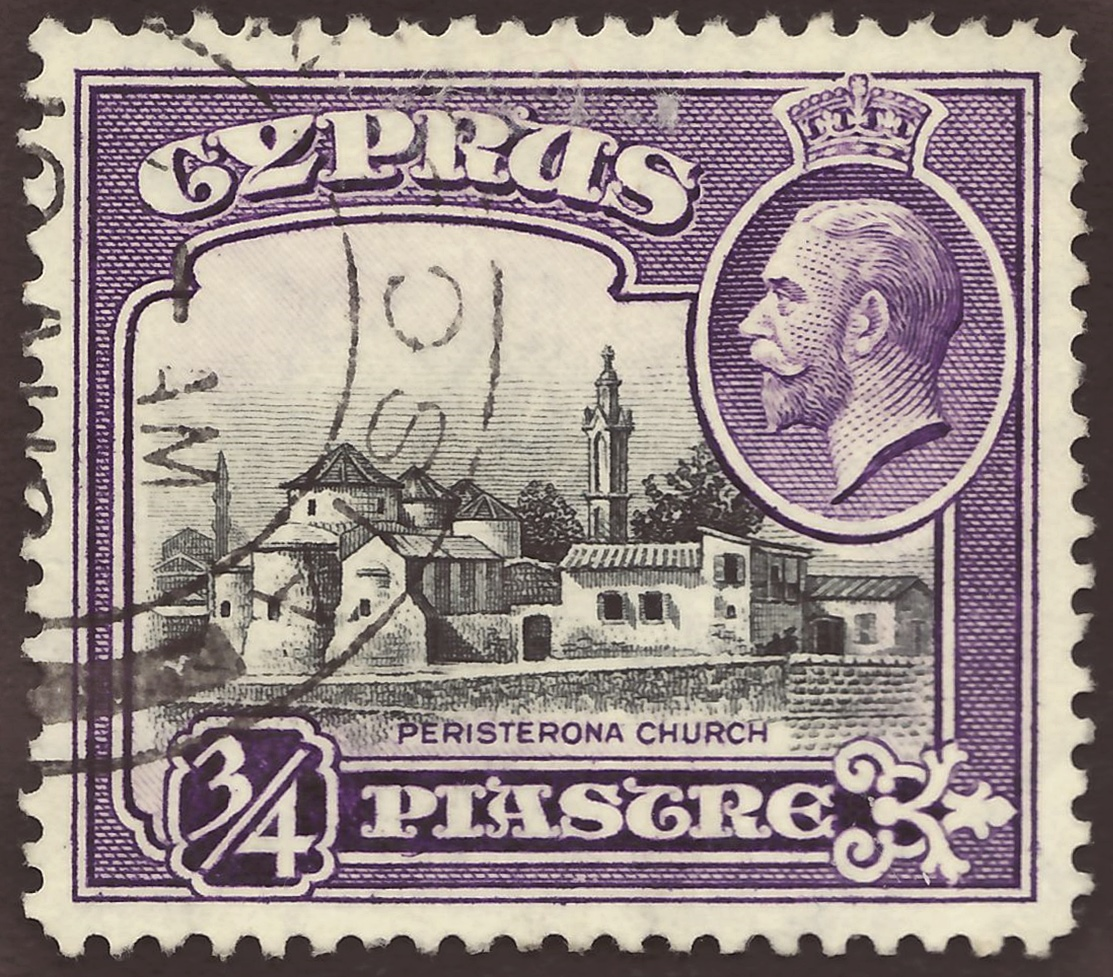
George V van het Verenigd Koninkrijk, 1934.
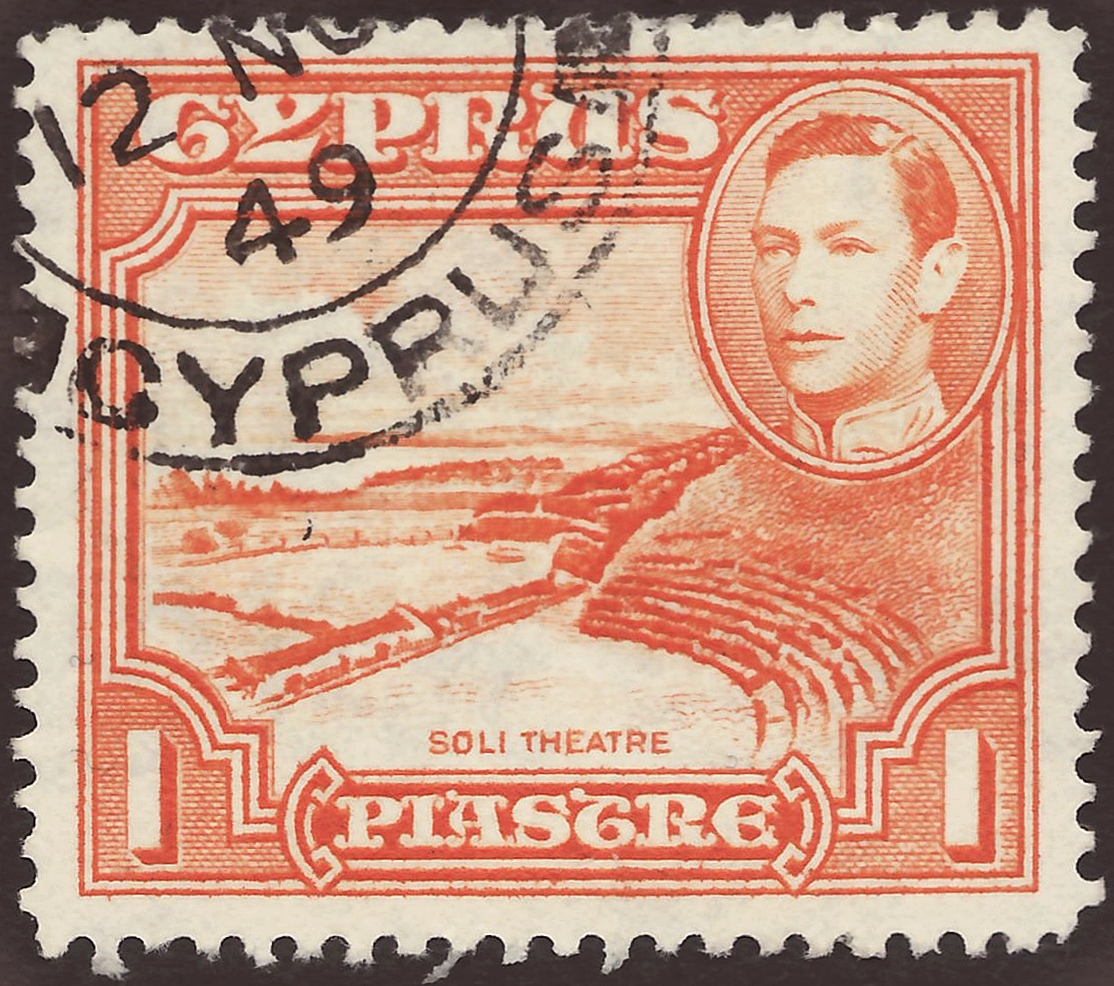
George VI van het Verenigd Koninkrijk, 1938.
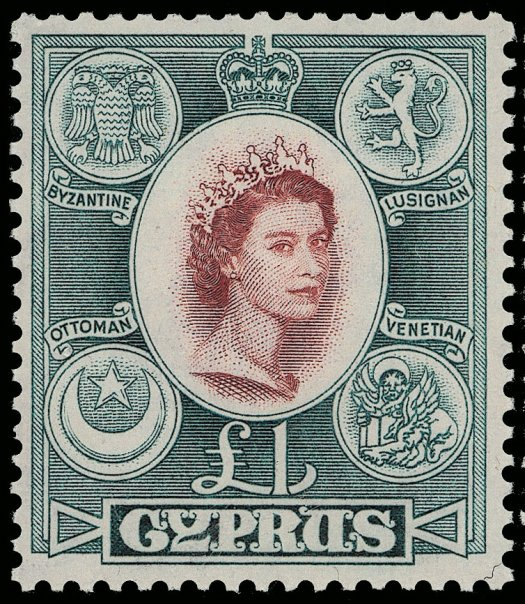
Elizabeth II van het Verenigd Koninkrijk, 1955.
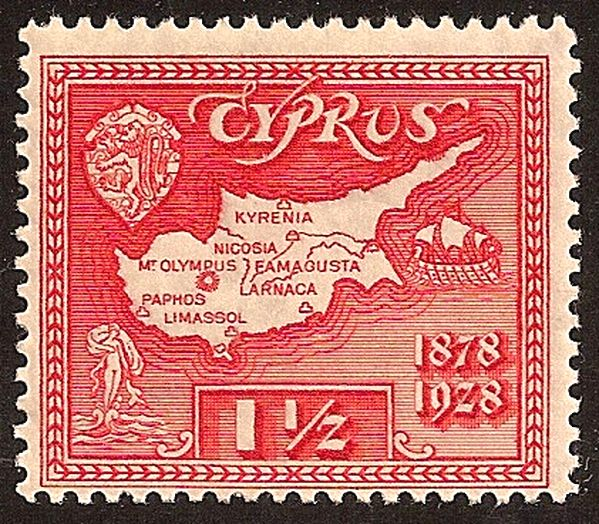
1928.

Postzegels van het onafhankelijke Cyprus
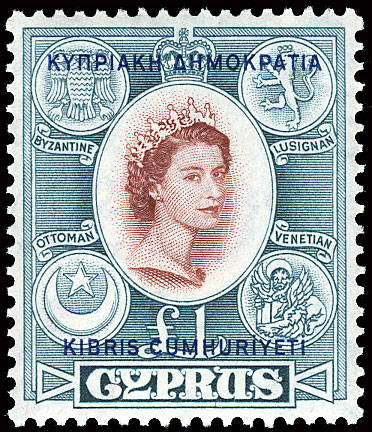
1960.
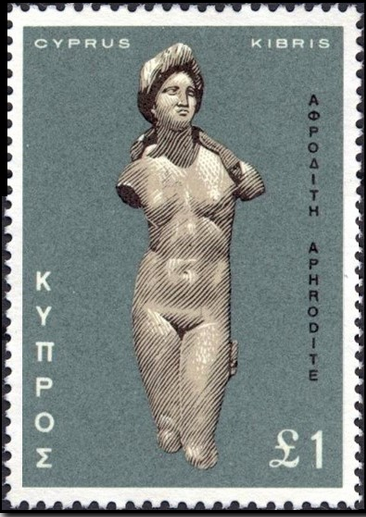
1966.
1967.

Portaal · Categorie